# Mikael Forssell
Mikael Kaj Forssell (Steinfurt, Renania del Norte-Westfalia, Alemania Occidental, 15 de marzo de 1981) es un exfutbolista finlandés que jugaba de delantero.
En mayo de 2018 anunció su retirada.

## Selección nacional

### Participaciones en Copas del Mundo
| Mundial                 | Sede      | Resultado    |
| ----------------------- | --------- | ------------ |
| Mundial Juvenil de 2001 | Argentina | Primera fase |

## Clubes
| Club                              | País       | Año       | partidos | goles |
| --------------------------------- | ---------- | --------- | -------- | ----- |
| HJK Helsinki                      | Finlandia  | 1997-1998 | 17       | 1     |
| Chelsea F. C.                     | Inglaterra | 1998-2005 | 52       | 10    |
| Crystal Palace F. C. (cedido)     | Inglaterra | 2000-2001 | 58       | 17    |
| Borussia Mönchengladbach (cedido) | Alemania   | 2003      | 16       | 7     |
| Birmingham City F. C.             | Inglaterra | 2003-2008 | 116      | 36    |
| Hannover 96                       | Alemania   | 2008-2011 | 47       | 7     |
| Leeds United F. C.                | Inglaterra | 2011-2012 | 17       | 0     |
| HJK Helsinki                      | Finlandia  | 2012-2014 | 57       | 28    |
| VfL Bochum                        | Alemania   | 2014-2015 | 17       | 3     |
| HJK Helsinki                      | Finlandia  | 2016      | 23       | 5     |
| HIFK Helsinki                     | Finlandia  | 2017      | 29       | 8     |